# آرون آیشهورن
آرون آیشهورن (انگلیسی: Aaron Eichhorn؛ زادهٔ ۲۲ سپتامبر ۱۹۹۸) بازیکن فوتبال اهل آلمان است.
از باشگاه‌هایی که در آن بازی کرده‌است می‌توان به باشگاه فوتبال اس‌سی فورتونا کلن اشاره کرد.

## یادکرد ویکی‌پدیا
- مشارکت‌کنندگان ویکی‌پدیا. «Aaron Eichhorn». در دانشنامهٔ ویکی‌پدیای انگلیسی، بازبینی‌شده در ۲۵ مارس ۲۰۲۲.